# Die Chroniken von Narnia
Die Chroniken von Narnia (englischer Originaltitel: The Chronicles of Narnia) ist eine sieben Bücher umfassende Serie von Fantasyromanen, die zwischen 1939 und 1954 von dem irischen Schriftsteller Clive Staples Lewis geschrieben und 1950–1956 veröffentlicht wurden und sein mit Abstand bekanntestes Werk darstellen. Bislang wurden mehr als 100 Millionen Exemplare verkauft und die Bücher in 47 Sprachen übersetzt. Des Weiteren gibt es zahlreiche Adaptionen für Radio, Fernsehen, Theater und Kino.

## Zur Welt von Narnia
Die Chroniken beschreiben ein Multiversum verschiedener Welten, darunter Narnia und unser eigenes Universum; dabei ist das Schicksal der Welt Narnias seit ihrer Schöpfung eng mit unserer verknüpft. Die Romane erzählen davon, wie Kinder aus unserer Welt wiederholt die Parallelwelt Narnias besuchen und dort Abenteuer erleben. In Narnia verstreicht die Zeit dabei schneller, weshalb sich dort eine lange Geschichte von der Schöpfung bis zur Apokalypse ereignet, während in unserer Welt kaum drei Generationen verstreichen.
Die Chroniken machen sehr deutliche Anleihen an christliche Motive, aber auch an griechische und römische Mythologie sowie an traditionelle englische und irische Märchen. Die Bücher sind auch für ihre von Pauline Baynes angefertigten Illustrationen bekannt und veranschaulichen verschiedene Aspekte damaliger (sehr traditioneller) gesellschaftlicher britischer Wertvorstellungen auf eine Weise, die diese auch für Kinder zugänglich macht. Die Illustrationen sind auch der 2005 bei Ueberreuter aufgelegten Gesamtausgabe beigegeben, nicht aber einigen älteren deutschen Ausgaben, die Rolf Rettich bebilderte.
C. S. Lewis, der in Oxford einen Lehrstuhl für englische Literatur des Mittelalters und der Renaissance innehatte, war lange Zeit eng mit J. R. R. Tolkien befreundet, welcher eine Professur für englische Sprache bekleidete. Die beiden Autoren beeinflussten sich gegenseitig wesentlich. Der überzeugte Katholik Tolkien trug so auch dazu bei, dass Lewis zum Christentum konvertierte; vorher war er Atheist gewesen. Seine neu entdeckte Religiosität prägte die Narnia-Romane, die man vielfach als christliche Allegorie lesen kann, stark. Später jedoch kühlte die Freundschaft zu Tolkien merklich ab, unter anderem, da dieser sich negativ über Lewis’ Narnia-Chroniken äußerte. Tolkien nannte dabei im Wesentlichen zwei Kritikpunkte: Zum einen war ihm Narnia zu wenig detailliert und zu wenig sorgfältig ausgearbeitet, zum anderen hielt er nichts von den zahlreichen und seiner Meinung nach allzu plumpen populärchristlichen Anspielungen. In Tolkiens eigenen Werken erscheinen christliche Motive allenfalls in stark verhüllter und verallgemeinerter Form.

## Das Narnia-Universum
Die Chroniken erzählen die Abenteuer verschiedener Kinder und einiger weniger Erwachsener, die eine zentrale Rolle in der Entwicklung der magischen Welt Narnia spielen. Die konkreten Inhalte der einzelnen Bücher sind in den jeweiligen Artikeln zusammengefasst.
Narnia ist eine von unendlich vielen Welten, die parallel in einem Multiversum existieren, in das auch unsere eigene Welt eingebettet ist. Ein Wechseln von einer Welt in eine andere ist zwar möglich, kommt aber sehr selten vor und kann dann auf verschiedene Art und Weisen erfolgen. Der Zeitverlauf in den verschiedenen Welten ist unabhängig voneinander. Während auf unserer Erde ein Tag vergeht, können auf einer anderen Welt eine Woche oder auch tausend Jahre vergangen sein. Insgesamt verstreicht die Zeit in Narnia viel schneller. Sobald die Kinder von dort zurückkehren, sind in ihrer eigenen Welt daher stets nur wenige Augenblicke vergangen.
Die Bewohner Narnias sind vor allem sprechende Tiere, die teilweise aufrecht gehen, beispielsweise Biber oder Mäuse, Zwerge aus germanischen Sagen und Wesen der griechischen Mythologie wie Faune, Dryaden und Zentauren. Menschen sind hingegen von unserer Welt aus in Narnia gelandet. Die zentrale Gottheit Narnias, der Löwe Aslan, trägt deutliche Züge des christlichen Gottes. Es finden sich in der Geschichte Narnias Parallelen zu Elementen der christlichen Lehre, darunter insbesondere
- eine Schöpfung der Welt durch Aslan;
- eine Art Garten Eden mit einem Baum des Lebens;
- ein Tod des Gottes (Aslan), der damit die Sünde eines anderen auf sich nimmt und von den Toten wiederaufersteht;
- das Auftreten eines falschen Propheten (siehe Antichrist), ein anschließender Endkampf sowie ein Weltuntergang und eine Art paradiesische Nachwelt;
- ewiges Leben in einem Paradies für jene, die „Gott“ treu geblieben sind.

Eindeutig alttestamentlich ist allerdings nur die Bezeichnung „Adamssöhne“ und „Evastöchter“ für Menschen.

## Bücher-Reihenfolgen
Die einzelnen Titel der Bücher lauten in der Erzählfolge nach einer Empfehlung, die Lewis 1957 einem Leser schrieb:
- 1955 – Das Wunder von Narnia, ISBN 3-8000-5264-4 (engl. The Magician’s Nephew)
- 1950 – Der König von Narnia, ISBN 978-3-8000-5168-7 (engl. The Lion, the Witch and the Wardrobe)
- 1954 – Der Ritt nach Narnia, ISBN 978-3-8000-5265-3, (engl. The Horse and His Boy)
- 1951 – Prinz Kaspian von Narnia, ISBN 978-3-86506-084-6 (engl. Prince Caspian; dt. auch: Wiedersehen in Narnia)
- 1952 – Die Reise auf der Morgenröte, ISBN 978-3-8000-5349-0 (engl. The Voyage of the Dawn Treader; dt. auch: Ein Schiff aus Narnia)
- 1953 – Der silberne Sessel, ISBN 978-3-86506-086-0 (engl. The Silver Chair; dt. auch: Die Tür nach Narnia)
- 1956 – Der letzte Kampf, ISBN 978-3-8000-5380-3 (engl. The Last Battle; dt. auch: Der Kampf um Narnia)

Diese Reihenfolge entspricht der inneren Chronologie der Romane von der Entstehung der Welt Narnia bis zu ihrem Untergang, wobei das Buch „Der Ritt nach Narnia“ gewissermaßen während der Handlung des Buches „Der König von Narnia“ spielt, genauer: in den vielen Jahren in Narnia am Ende der Geschichte, die nur kurz zusammengefasst werden.
Erschienen sind die Bücher in folgender Reihenfolge:
- 1950 – Der König von Narnia (engl. The Lion, the Witch and the Wardrobe)
- 1951 – Prinz Kaspian von Narnia (engl. Prince Caspian)
- 1952 – Die Reise auf der Morgenröte (engl. The Voyage of the Dawn Treader)
- 1953 – Der silberne Sessel (engl. The Silver Chair)
- 1954 – Der Ritt nach Narnia (engl. The Horse and His Boy)
- 1955 – Das Wunder von Narnia (engl. The Magician’s Nephew)
- 1956 – Der letzte Kampf (engl. The Last Battle)

Auch alle bisherigen Filmreihen orientieren sich an der Erscheinungsreihenfolge.

## Inhalt
Am Anfang erzählt die Geschichte von der Erschaffung Narnias durch den göttlichen Löwen Aslan und von der ersten Reise von Digory Kirke und Polly Plummer nach Narnia. Diese können mit Hilfe von Zauberringen, die ihr Onkel erschaffen hat, zwischen den Welten reisen. Man erfährt hier, wie die Hexe Jadis von Digory erweckt wurde und aus ihrer ursprünglichen Heimatwelt Charn nach Narnia kam und damit das Böse in die Welt brachte und wie Aslan für lange Zeit verhinderte, dass sie die Herrschaft über das Land errang. Digory darf zuletzt einen Apfel vom Baum des Lebens mit zurück in seine Welt nehmen. Aus dem Holz des daraus gewachsenen Apfelbaums lässt er Jahre später einen Wandschrank anfertigen.
Viele Jahre später geraten die Geschwister Peter, Susan, Edmund und Lucy Pevensie aus dem Londoner Stadtteil Finchley, die während des Zweiten Weltkrieges beim gealterten Professor Digory Kirke (altenglisch für „Kirche“) untergebracht sind, durch einen Zufall in den Wandschrank und finden den Weg nach Narnia. Dort herrscht seit einhundert Jahren Winter, den die tyrannische „Weiße Hexe“ Jadis verursacht hat, die zu dieser Zeit Narnia beherrscht. Sie treffen den göttlichen Löwen Aslan und kämpfen gegen die Hexe. Aslan opfert sich für Edmund, der, durch Jadis verführt, zum Verräter geworden ist, und kehrt danach wieder von den Toten zurück. Jadis wird von den Kindern und Aslan besiegt, woraufhin die vier Kinder Königinnen und Könige von Narnia werden und für viele Jahre bleiben.
In dieser Zeit wird die Geschichte von Bree, einem sprechenden Pferd, und dem Jungen Shasta erzählt: Aus dem heidnischen Kalormen im Süden kommend, versuchen sie, in die Freiheit nach Narnia zu fliehen. Während der Flucht treffen sie auf Aravis, Tochter eines Tarkaans (so nennt man die Reichen und Landesherren), mit ihrem ebenfalls sprechenden Pferd Hwin. Auch sie wollen in den Norden flüchten. Auf ihrem Weg können sie vor einem Angriff auf das Schloss Anvard in Archenland, dem befreundeten Nachbarreich Narnias, warnen und somit die Eroberung verhindern. Am Ende erfährt Shasta, dass er Prinz von Archenland ist, einst entführt wurde und einen Zwillingsbruder hat: Prinz Corin. Shasta heißt eigentlich Prinz Cor, und da er der Erstgeborene ist, wird er (mit Aravis als Königin) König von Archenland. Edmund und Susan treten auf, als sie den karlormenischen Hof besuchen, Edmund und Lucy kämpfen in der Schlacht um Anvard. Peter wird mehrmals erwähnt, tritt aber nicht auf, da er sich zurzeit im Norden aufhält, wo er gegen die Riesen kämpft.
Die Pevensies finden eines Tages nach langer Herrschaft durch Zufall den Weg zurück in ihre Welt, wo sie wieder als Kinder und zur Zeit ihres Weggangs auftauchen. Ein Jahr später geraten Peter, Susan, Edmund und Lucy erneut nach Narnia. Dort sind inzwischen 1300 Jahre vergangen. Gerade auf dem Weg in die Schule – sie stehen an einem Bahnhof –, finden sie sich auf einmal in den Ruinen ihres alten Schlosses Cair Paravel (in früheren Übersetzungen „Feeneden“) wieder, wo sie einen Zwerg namens Trumpkin treffen. Dieser erzählt, dass die Telmarer, ein Menschenvolk aus dem Westen, vor langer Zeit Narnia erobert und die alten Bewohner Narnias vertrieben hätten. Zurzeit herrscht der unrechtmäßig an die Macht gekommene Miraz, vor dem der rechtmäßige Erbe Kaspian geflohen ist, weil er sonst von Miraz umgebracht worden wäre.
Als Kaspian auf seiner Flucht in eine ausweglose Situation gerät, benutzt er das alte Zauberhorn von Susan, um die vier Kinder zur Hilfe nach Narnia zurückzuholen. Gemeinsam mit den übriggebliebenen Narnianen machen sich die Kinder auf den gefährlichen Weg zur Burg der Telmarer, jedoch ohne Aslans Beistand. Deshalb können sie die Burg nicht erobern.
Aslan erscheint wieder. Zuerst können ihn die Kinder (außer Lucy) nicht sehen. Nach und nach aber schlüpfen sie in ihre alten Rollen und erblicken ihn damit, Susan zuletzt. Mit der Hilfe der Alt-Narnianen kämpfen die Kinder, Prinz Kaspian und Aslan gegen Miraz. Kaspian wird neuer König von Narnia und versöhnt die Telmarer mit den Alt-Narnianen. Am Ende erfahren Peter und Susan, dass sie nun nicht mehr nach Narnia kommen dürften.
Eine lange Zeit später kommen Edmund und Lucy Pevensie mit ihrem Cousin Eustachius Knilch (im Original und in der neuen Übersetzung: Eustace Scrubb) durch ein Bild nach Narnia zurück. Sie landen im großen östlichen Ozean, in unmittelbarer Nähe der Morgenröte, des Schiffes König Kaspians. Sie werden an Bord geholt und reisen mit König Kaspian auf dem Schiff Morgenröte über den großen östlichen Ozean, um die sieben Lords zu finden, die unter seinem bösen Onkel Miraz verbannt wurden, und um das östliche Ende des Ozeans zu erreichen. Dabei erleben sie Abenteuer und erreichen schließlich das Ende der Welt Narnias. Hier kehren Edmund, Lucy und Eustachius mit Hilfe des Löwen Aslan wieder in die reale Welt zurück. Fortan dürfen auch Edmund und Lucy Pevensie nicht wieder zurück nach Narnia kommen, da auch sie nun zu alt sind.
Eustachius wird von Aslan mit seiner Mitschülerin Jill Pole tatsächlich wieder nach Narnia geholt, wo inzwischen Jahrzehnte vergangen sind. Sie bekommen vier Hinweise, um den vermissten Prinz Rilian (Sohn des nun uralten Königs Kaspian) zu finden, der von der unterirdisch herrschenden grünen Hexe verführt, verzaubert und verschleppt wurde.
Ihre Reise verläuft nördlich von Narnia, in die Wilden Länder des Nordens, Heimat der Riesen und schließlich in ein riesiges Höhlensystem. Als Begleitung steht ihnen der depressiv gestimmte, zweiflerische Moorwackler Trauerpfützler zur Seite. Eustachius, Jill und Trauerpfützler finden den Prinzen, brechen den Zauber und beenden die unterirdische Herrschaft der Hexe, die sich daran gemacht hatte, von ihrer unterirdischen Basis aus die Herrschaft über Narnia zu erringen. Nach dem Sieg über die Hexe kehren Eustachius und Jill in ihre Welt zurück.
Jill und Eustachius kommen abermals zurück nach Narnia, um dem letzten König von Narnia zu helfen, nachdem viele Jahre in Narnia vergangen sind. Der hinterhältige Affe Listig täuscht die Bewohner mit einem falschen Löwen Aslan, bei dem es sich in Wirklichkeit um den verkleideten Esel Wirrkopf handelt.
Er unterwirft die Bewohner und beginnt aus Habsucht die Zerstörung der narnianischen Wälder. Er holt die feindlichen Kalormen ins Land, die dieses besetzen und erobern. König Tirian und seine Helfer können das Ruder nicht mehr herumreißen. Der wahre Aslan zerstört daraufhin Narnia, errettet jedoch die ihm treu Gebliebenen in eine jenseitige neue Welt, das wahre Narnia (das Narnia, von dem bisher die Rede war, war nur die Schattenwelt des wahren Narnia). Auch Digory, Polly, Edmund, Lucy und Peter werden von ihm, nachdem sie in ihrer Welt bei einem Zugunglück gestorben sind, in das Paradies Narnia geführt. Dort im wahren Narnia treffen Jill, Eustachius, Digory, Polly, Edmund, Lucy und Peter Bekannte, denen sie in Narnia geholfen oder die sie begleitet hatten.

## Übersetzungen ins Deutsche
Die Narnia-Chroniken wurden von Lena Lademann-Wildhagen (Das Wunder von Narnia; Der Ritt nach Narnia; Prinz Kaspian von Narnia), Lisa Tetzner (Der König von Narnia), Hans Eich (Der letzte Kampf) und Ulla Neckenauer (Die Reise auf der Morgenröte; Der silberne Sessel) ins Deutsche übersetzt und zwischen 1957 und 1981 erstmals veröffentlicht. Von Christian Rendel wurde – zusammen mit Wolfgang Hohlbein – eine weitere Übertragung aufgelegt, die von 2005 bis 2008 erschien. Letztere folgt etwas enger dem englischen Satzbau und erscheint etwas weniger sprachlich antiquiert. In einer FAZ-Rezension empfiehlt Lorenz Jäger allerdings Tetzners Fassung: Die Neuübersetzung sei ohne „Prägekraft“, ihr fehle das „Charaktervolle der deutschen Sprache“, sie zeige ein „ausgeleiertes, unidiomatisches Deutsch“.

## Hörbücher
Mittlerweile sind alle Bücher der Chroniken von Narnia auch als Hörbücher erschienen. Die englischen Ausgaben werden von den bekannten britischen und irischen Schauspielern Michael York, Lynn Redgrave, Derek Jacobi, Kenneth Branagh, Patrick Stewart und Jeremy Northam gelesen.
Eine weitere englische Ausgabe wurde von Andrew Sachs gelesen.
Die deutschsprachigen Ausgaben werden durchgängig von Philipp Schepmann gelesen.
- Das Wunder von Narnia, ISBN 3-86506-039-0
- Der König von Narnia, ISBN 3-87067-908-5
- Der Ritt nach Narnia, ISBN 3-86506-040-4
- Prinz Kaspian von Narnia, ISBN 3-86506-101-X
- Die Reise auf der Morgenröte, ISBN 3-86506-102-8
- Der silberne Sessel, ISBN 3-86506-103-6
- Der letzte Kampf, ISBN 3-86506-104-4

## Hörspielbearbeitungen
- Das Wunder von Narnia. Hörspiel in zwei Teilen. Teil 1: Der Wald zwischen den Welten, Teil 2: Die Geburt Narnias. Mit Friedhelm Ptok, Martin Engler, Valery Tscheplanowa u. a. Übersetzung: Ulla Neckenauer, Hörspielbearbeitung und Regie: Robert Schoen, Laufzeit: 110 Minuten, Produktion: SWR/NDR 2020[3]

- Das Wunder von Narnia. Hörspiel in sechs Teilen. Teil 1: Die magischen Ringe, Teil 2: Der Löwe im Wandschrank, Teil 3: Prinz Kaspian, Teil 4: Die Reise mit der Morgenröte, Teil 5: Prinz Rilian, Teil 6: Heimkehr und Rettung. Mit Hans Madin (Aslan), Joachim Nottke (Erzähler), Dieter Kursawe (Onkel Andrew) u. a. Hörspielbearbeitung: Brita Nasarski, Regie: Robert Matejka, Laufzeit: 260 Minuten, Produktion: RIAS Berlin 1986[4]

## Verfilmungen
Die Narnia-Geschichten wurden bereits mehrfach filmisch umgesetzt, sowohl als Real- wie auch als Zeichentrickfilm.
- 1967 – The Lion, the Witch & the Wardrobe (zehnteilige Fernsehserie)
- 1979 – Der König von Narnia (Fernseh-Trickfilm)

### Fernsehserie
Die britische Fernsehgesellschaft BBC produzierte drei Miniserien zu je sechs Teilen:
- 1988 – Die Chroniken von Narnia: Der König von Narnia
- 1989 – Die Chroniken von Narnia: Prinz Kaspian & Die Reise auf der Morgenröte
- 1990 – Die Chroniken von Narnia: Der silberne Sessel

Aus Budgetgründen musste von der Verfilmung der letzten drei Bücher abgesehen werden. Die BBC-Serien sind seit dem 19. Dezember 2005 in Deutschland als Special Edition mit vier DVDs erhältlich.

### Kinoverfilmungen
Drei Spielfilme wurden von Walden Media produziert. Ein vierter Kinofilm, Der silberne Sessel, kam nicht zustande, weil Netflix im Jahr 2018 die Rechte kaufte.
- 2005 – Die Chroniken von Narnia: Der König von Narnia
- 2008 – Die Chroniken von Narnia: Prinz Kaspian von Narnia
- 2010 – Die Chroniken von Narnia: Die Reise auf der Morgenröte

### Narnia als Franchise bei Netflix
Anfang Oktober 2018 wurde bekanntgegeben, dass der Streaming-Dienst Netflix die Rechte an allen sieben Büchern der Narnia-Reihe erworben hat. Geplant ist die Produktion von Filmen und Serien rund um die bekannten Figuren aus dem Franchise.

## Bühnenfassungen
Unter zahlreichen in England viel gespielten Bühnenfassungen des Narnia-Stoffs ist vor allem das Musical von Irita Kutchmy The Lion, the Witch, and the Wardrobe aus den 1980er-Jahren zu erwähnen, das auch in deutscher Sprache unter dem Titel Der Winterwald im Kleiderschrank erstmals im Oktober 2008 auf einer professionellen, deutschen Bühne im Westfälischen Landestheater Castrop-Rauxel aufgeführt wurde.

## Rezeption
Die schwedische Metal-Band Narnia benannte sich nach den Büchern. Dies galt auch für die US-amerikanische Band Psychotic Waltz gleichen Genres, die ursprünglich unter dem Namen Aslan gegründet worden war, sich aber später wegen einer anderen Band gleichen Namens umbenennen musste. Auch die deutsche Metal-Band Charn fand ihren Namen in Narnia. Harris Johns, der Bandgründer, schrieb und produzierte die Musik für die erstmals 1986 ausgestrahlte, sechsteilige Hörspielreihe Das Wunder von Narnia des Senders RIAS Berlin. Die Hörspielbearbeitung machte Brita Nasarski, die Regie Robert Matejka.
Figürliche Darstellungen aus den Chroniken von Narnia wurden als Steinmetzarbeiten an der Kirche St Mary in Beverley angebracht.